# Velika župa Zagorje
Velika župa Zagorje bila je jedna od 22 velike župe na prostoru NDH. Sjedište joj je bilo u Varaždinu, a djelovala je od 3. lipnja 1941. godine. 
Građansku upravu u župi vodio je veliki župan kao pouzdanik vlade imenovan od strane poglavnika. Obuhvaćala je područje kotarskih oblasti:
- Čakovec
- Ivanec
- Klanjec
- Krapinu
- Ludbreg
- Novi Marof
- Pregradu
- Prelog
- Varaždin
- Zlatar

te gradove Čakovec i Varaždin.
Iako je Mađarska okupirala Međimurje, NDH je zadržala upravu za kotare Čakovec i Prelog. Uprave tih dvaju kotara bili su u Varaždinu. Međimurje je "konstatirano" kao sastavni dio Velike župe Zagorje sa sjedištem u Varaždinu, pa je unošeno i u zemljovidima kao dio NDH.
Kotarska oblast Čakovec-Prelog bila je posebno upravno tijelo. Nastala je kao privremeno tijelo, a namjena je bila koordinaciju pomoći izbjeglicama iz Međimurja. Poslije je preuređena u ustanovu koja je poslužila i za kontakt s Hrvatima iz Međimurja. Treća namjena bila je prikupljanje obavijesti kojim su se u NDH namjeravali poslužiti u budućnosti radi reintegracije 
Međimurja.
Povjerenik NDH za Međimurje bio je Teodor Košak.